# Fuks (film)
Fuks – polska komedia sensacyjna z 1999 roku, w reżyserii Macieja Dutkiewicza. Film kręcony był w Warszawie od 5 września do 24 października 1998. Premiera filmu miała miejsce 20 sierpnia 1999 roku.

## Obsada
- Maciej Stuhr – Aleks Bagiński
- Janusz Gajos – oficer Mazur
- Adam Ferency – Tadeusz Bagiński, ojciec Aleksa
- Agnieszka Krukówna – Sonia
- Stanisława Celińska – pani Poznańska
- Gabriela Kownacka – matka Aleksa
- Tomasz Dedek – ochroniarz „Baba”
- Witold Wieliński – ochroniarz Tadeusza Bagińskiego
- Ewa Sałacka – sekretarka Tadeusza Bagińskiego
- Paweł Burczyk – sprzedawca, u którego kupował Aleks
- Cezary Żak – taksówkarz wiozący Koreańczyków
- Cezary Kosiński – boy hotelowy
- Michał Kuls – trzynastolatek, znalazca samochodu należącego do Tadeusza Bagińskiego
- Paweł Boruń-Jagodziński – trzynastolatek, znalazca samochodu należącego do Tadeusza Bagińskiego
- Tadeusz Wojtych – taksówkarz
- Dariusz Kordek – lekarz opatrujący Aleksa
- Sybilla Rostek – pielęgniarka
- Sławomir Holland – policjant
- Krzysztof Stelmaszyk – minister
- Paweł Nowisz – pan Miecio, strażnik w ministerstwie
- Wojciech Skibiński – staruszek z psem na ulicy
- Michał Jarmicki – bunjiboy
- Jerzy Zygmunt Nowak – portier w szpitalu
- Dariusz Jakubowski – Robuś
- Lee Joon Ho – Koreańczyk
- Chung Weon Cha – Koreańczyk
- Trang Huy Coung – Wietnamczyk Zeng[1]

## Opis fabuły
Aleks (Maciej Stuhr) skończył właśnie osiemnaście lat. Dzień urodzin uczcił nietypowo: odpalił ładunek wybuchowy, ukradł samochód, przyczynił się do rozbicia dwóch radiowozów. Aleks nie jest jednak chuliganem. Realizuje przebiegłą intrygę, aby zemścić się na człowieku, którego nienawidzi. Zamierza okraść z grubej gotówki znanego biznesmena-gangstera Bagińskiego (Adam Ferency), o którym wiadomo, że prowadzi brudne interesy. W realizacji planu pomaga mu Sonia (Agnieszka Krukówna) – sekretarka Bagińskiego, która pracuje w firmie wroga. Okazuje się, że Bagiński jest ojcem Aleksa. Na trop Aleksa wpada policjant (Janusz Gajos), który obserwuje każdy krok chłopaka.

## Nagrody i wyróżnienia
- 1999 – Janusz Gajos Gdynia (do 1986 Gdańsk) (Festiwal Polskich Filmów Fabularnych) – nagroda za drugoplanową rolę męską
- 1999 – Maciej Dutkiewicz Gdynia (do 1986 Gdańsk) (Festiwal Polskich Filmów Fabularnych) – nagroda za reżyserię
- 2000 – Robert Brutter Orzeł (Polska Nagroda Filmowa) – nominacja w kategorii najlepszy scenariusz za rok 1999
- 2000 – Maciej Dutkiewicz Orzeł (Polska Nagroda Filmowa) – nominacja w kategorii najlepszy scenariusz za rok 1999
- 2000 – Andrzej Przedworski Orzeł (Polska Nagroda Filmowa) – nominacja w kategorii najlepsza scenografia za rok 1999
- 2000 – Barbara Domaradzka Orzeł (Polska Nagroda Filmowa) – nominacja w kategorii najlepszy dźwięk za rok 1999
- 2000 – Agnieszka Krukówna Orzeł (Polska Nagroda Filmowa) – nominacja w kategorii najlepsza główna rola kobieca za rok 1999
- 2000 – Stanisława Celińska Orzeł (Polska Nagroda Filmowa) – nominacja w kategorii najlepsza drugoplanowa rola kobieca za rok 1999
- 2000 – Janusz Gajos Orzeł (Polska Nagroda Filmowa) – nominacja w kategorii najlepsza drugoplanowa rola męska za rok 1999
- 2000 – Gdańsk-Gdynia-Sopot (Festiwal Dobrego Humoru) – statuetka „Melonika” w kategorii najlepszy film komediowy[1]